# Parafia św. Stanisława Kostki w Częstochowie
Parafia Świętego Stanisława Kostki w Częstochowie – rzymskokatolicka parafia położona w dekanacie Częstochowa – św. Zygmunta, archidiecezji częstochowskiej w Polsce. Została erygowana 7 maja 1957 roku przez bp. Zdzisława Golińskiego. 
13 listopada 1988 roku bp Stanisław Nowak konsekrował kościół parafialny.